# Victoria Cluj
El Victoria Cluj fue un equipo de fútbol de Rumania que jugó en la Liga I, la primera división de fútbol en el país. Fue fundado en 1920 y se disolvió en 1947

## Historia
Fue fundado en 1920 en la ciudad de Cluj como el primer equipo de fútbol de Rumania fundado por un grupo de estudiantes de la Academia Comercial de Cluj tras la fusión de los equipos Dacia Cluj y SC Victoria.
Un año después inició su participación en los torneos de fútbol de Rumania, donde llegó a la final nacional en dos años consecutivos: en 1921/22 pierde ante el Chinezul Timisoara con marcador de 1-5 y en la temporada de 1922/23 pierde ante el mismo equipo con marcador de 0-3.
En la temporada de 1925/26 supera la fase regional para jugar a nivel nacional, pero es eliminado en la fase preliminar por el AMEF Arad por 1-3. En 1927 cambia su nombre por el de Romania Cluj y en esa temporada vuelve a competir a nivel nacional donde pierde en cuartos de final ante el Jiul Lupeni.
En la temporada 1928/29 vuelve a llegar a la final nacional y es derrotado por el Venus Bucarest con marcador de 2-3. Fue uno de los equipos fundadores del torneo divisional de Rumania y en 1936 vuelve a llamarse Victoria Cluj como parte de la Liga I, pero su actividad durante la Segunda Guerra Mundial se vio disminuida, reapareciendo en la temporada de 1946/47 en la Liga II, donde posteriormente desaparece.
Militó por ocho temporadas en la Liga I en donde jugó 154 partidos, de los cuales ganó 61, empató 23 y perdió 70, anotó 266 goles y recibió 294, ubicándose entre los mejores 50 equipos de la clasificación histórica de la Liga I.

## Jugadores

### Jugadores destacados
| - Coriolan Tătaru - Liviu Pop | - Patriciu Curea - Constantin Schipor |